# SpVgg Dresden-Löbtau 1893
SpVgg Dresden-Löbtau 1893 is een Duitse sportclub uit Dresden. De club telt ongeveer 600 leden en is naast voetbal ook in handbal en tafeltennis actief. De club is na Dresden English Football Club de oudste van de stad en was in 1900 ook een van de stichtende clubs van de Duitse voetbalbond.

## Geschiedenis
In 1893 ontstond de voetbalclub Neuer Dresdner FC. In 1899 werd de naam veranderd in Dresdner SG 1893. In 1900 richtte de club samen met Dresdner SC en BC Sportlust 1900 de Dresdense voetbalbond op, echter kon de club hier geen potten breken. In 1905 ging de Dresdense bond op in de Midden-Duitse voetbalbond en de club ging in de Oost-Saksische competitie spelen. In 1907/08 werd deze in twee reeksen van vier verdeeld en de club werd groepswinnaar en speelde de finale tegen Dresdner SC en verloor met 1-2 na verlengingen. In 1918 plaatste de club zich voor de eindronde van Midden-Duitsland en versloeg onder andere Budissa Bautzen en Teutonia Chemnitz alvorens van VfB Leipzig te verliezen met 0-3. Na de Eerste Wereldoorlog verdween de club enkele jaren uit de hoogste klasse en maakte in 1923 een wederoptreden. In 1927 bereikte de club de halve finale van de beker van Midden-Duitsland en verloor andermaal van Leipzig. Tot 1933 speelde de club nog als middenmoter in de Oost-Saksische competitie, maar kwam zelfs nooit in de buurt van een titel. In 1933 werd de competitie geherstructureerd onder impuls van het Derde Rijk. De Midden-Duitse bond werd afgeschaft en de Gauliga kwam in de plaats. Dresdner SG plaatste zich hier niet voor en verdween definitief uit de hoogste klasse.
Na de Tweede Wereldoorlog werd de club heropgericht als SG Löbtau. In 1949 werd de naam BSG Konsum Dresden aangenomen en in 1952 BSG Empor Dresden-Löbtau. De club speelde nooit in de hogere reeksen van het Oost-Duitse voetbal en speelde een tijd in de Bezirksliga Dresden tot degradatie volgde in 1963. In 1989 promoveerde de club nog terug naar de Bezirksliga.
Na de hereniging van Duitsland werd de Landesliga Sachsen opgericht, waarvoor de club zich niet plaatste. De naam werd gewijzigd in SpVgg Dresden-Löbtau 1893.